# Breestraat (Leiden)
De Breestraat is een van de belangrijkste straten van de Nederlandse stad Leiden. De straat maakt deel uit van de zuidelijke dijk langs de Nieuwe Rijn; die dijk heet stroomopwaarts Hogewoerd en stroomafwaarts Noordeinde. 
Reeds in de middeleeuwen was deze straat een van de kernen van de bewoning. Het stadhuis, met de langste renaissancegevel van Nederland, bevindt zich ongeveer in het midden van de straat, evenals de Blauwe Steen, die vroeger een rol speelde in de rechtspraak.
Aan de Breestraat staan het verenigingsgebouw van de studentenvereniging LSV Minerva, de Stadsgehoorzaal, de Waalse Kerk, een voormalige stofzuigerfabriek, het gebouw "In den vergulden Turk" en het Gemeenlandshuis van Rijnland, de voormalige zetel van het Hoogheemraadschap van Rijnland.
Tegenover het stadhuis bevindt zich het oudste studentenhuis van Leiden, genaamd 'Mon Repos'. Bij de verbouwing in 2005 zijn delen van een houten gevel aangetroffen die de oudste blijken te zijn van Nederland. Uit onderzoek blijkt dat de middeleeuwse balken stammen uit de late 14e eeuw.
De Breestraat is vooral bekend als winkelstraat en als openbaarvervoerroute: vier stads- en vier streeklijnen rijden vanaf het station door deze straat naar het oosten en zuiden. Auto's worden slechts tijdens bepaalde uren toegelaten en enkel vanuit de richting van de Korevaarstraat.

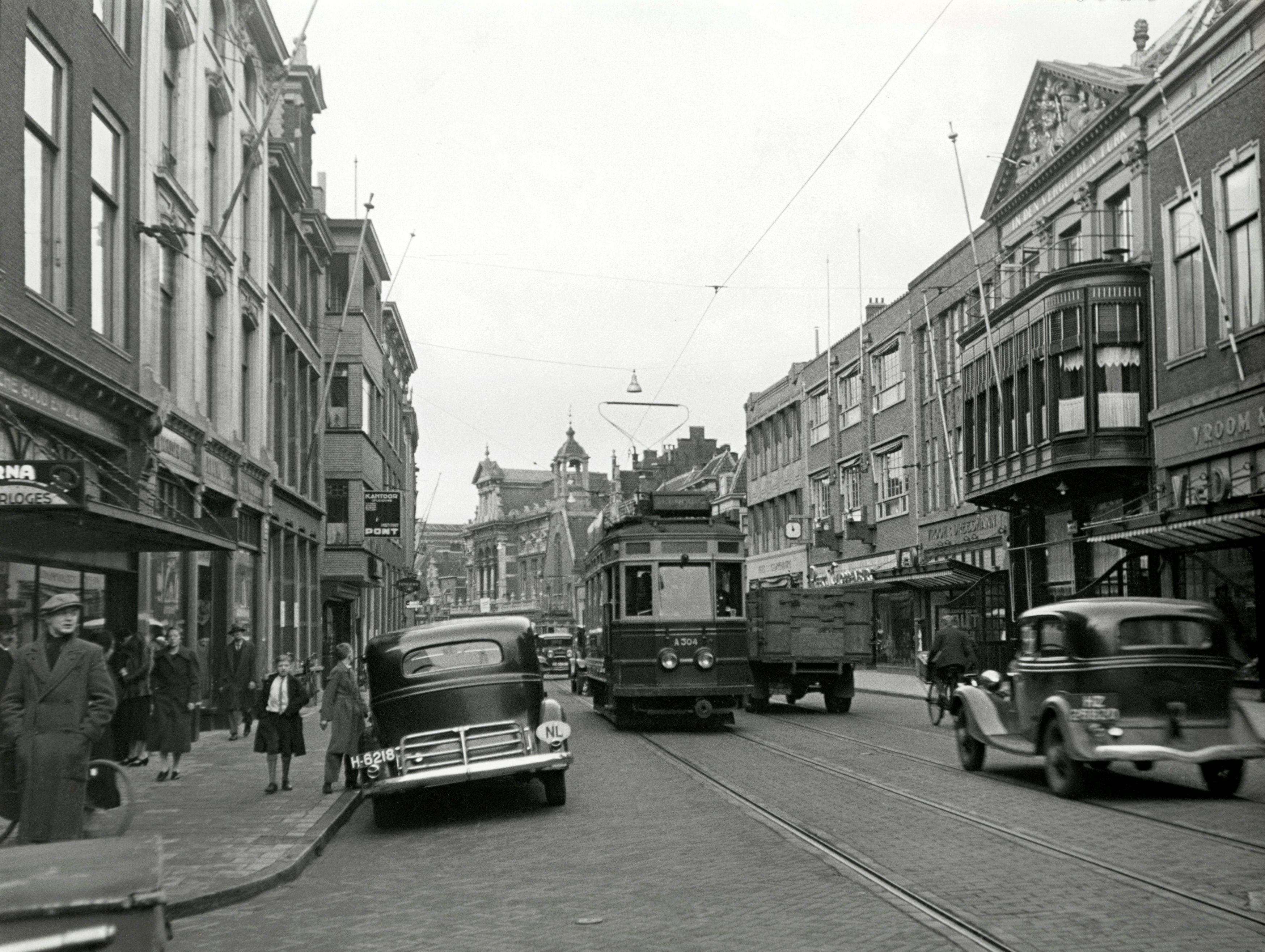
De Breestraat in 1939

De eerste Leidse stadstram, de paardentram, reed vanaf 1879 over de hele lengte door de Breestraat. In 1911 werd deze vervangen door de elektrische stadstram, die tot 1960 bleef rijden en van 1924 tot 1961 de sporen door de Breestraat deelde met de tramlijn Leiden - Scheveningen (de Blauwe Tram).
In het eerste decennium van de 21e eeuw waren er plannen voor de RijnGouwelijn, een lightrailverbinding waarvan het tracé over de Breestraat zou lopen met een halte voor het stadhuis. Na de negatieve uitkomst van een referendum onder de Leidse bevolking wees de gemeente het plan in 2012 definitief af.

## Bezienswaardigheden
- Stadhuis
- Stadsgehoorzaal
- Waalse kerk
- Gemeenlandshuis van Rijnland

Aalmarkt · Beschuitsteeg · 4e Binnenvestgracht · Botermarkt · Bouwelouwensteeg · Breestraat · Diefsteeg ·  Fokkestraat · Galgewater · Groenesteeg · Haarlemmerstraat · Hogewoerd · Korte Bouwelouwensteeg · Lammermarkt · Noordeinde · Van der Werfstraat  · Witte Singel · Zoeterwoudsesingel